# Centre Català
El Centre Català (Centro Catalán traducido literalmente en español) fue una entidad catalanista fundada en Barcelona en 1882 a partir de las bases fijadas en el Primer Congreso Catalanista, para defender lo que sus propulsores entendían como intereses morales y materiales de Cataluña.

## Historia
El acto inaugural tuvo lugar en el Teatro Romea de Barcelona el 17 de junio de 1882. Fue elegido presidente Frederic Soler y secretario Valentín Almirall convirtiéndose en el dirigente principal. Su lema fue Catalunya i Avant! (¡Cataluña y adelante!). Proponía ser una plataforma unitaria para unir todos los catalanistas tanto carlistas como federalistas.
Valentín Almirall procuró que se olvidara la actitud política inicial y consiguió que el Centre Català organizara el Segundo Congreso Catalanista (1883), donde fue condenada la intervención de los catalanes en partidos de ámbito estatal. Esta actuación política culminó con la presentación del Memorial de Greuges (Memorial de Agravios) al rey Alfonso XII en 1885. En abril de 1883 presentó un programa con diversos puntos entre los cuales destacaban: 
- Reconocimiento del catalán como lengua oficial española.
- Mantenimiento y reforma del derecho civil catalán.
- Establecimiento de un Tribunal Supremo Catalán.
- Establecimiento de una administración catalana
- Fomento del proteccionismo económico.
- Potenciación del carácter mercantil de Cataluña.

El 19 de enero de 1884 se constituyó en partido político, proponiendo fomentar el asociacionismo comarcal y vertebrar un amplio frente reivindicativo catalán que intentó presentarse a elecciones en 1886. En 1885 ingresaron los conservadores carlistas Eusebi Güell i Bacigalupi y Ferran Alsina, procedentes del Centre Escolar Catalanista, debilitando el liderazgo de Almirall.
La unión de grupos políticos y sociales tan heterogéneos no se pudo mantener demasiado tiempo. A las elecciones del consejo directivo del Centre Català de junio de 1887, Almirall ganó a Alsina. El sistema de mayorías y minorías entre conservadores y liberales según el lugar de la agrupación era poco realista y provocó las protestas del Centro de Sabadell, y se acusó a los conservadores de separatistas. El 19 de agosto el Consejo General de Barcelona disolvió la delegación de Sabadell, advirtiendo a la de Masnou con hacer lo mismo. Esto y la oposición de Almirall a la Exposición Universal de Barcelona de 1888, que los conservadores creían que podía ser una buena plataforma, provocó que L'Arc de Sant Martí y La Renaixença abandonaran el grupo. A la vez, las delegaciones disidentes se disolvieron y se refundaron como centros independientes.
Los elementos socialmente más conservadores, como Joan Josep Permanyer, Àngel Guimerà o Lluís Domènech i Montaner, abandonaron el partido, fundando la Lliga de Catalunya en 1887.